# Curdin
Curdin é uma comuna francesa na região administrativa de Borgonha-Franco-Condado, no departamento Saône-et-Loire. Estende-se por uma área de 8,03 km². Em 2010 a comuna tinha 320 habitantes (densidade: 39,9 hab./km²).